# Lobocrypta annamita
Lobocrypta annamita is een soort in de taxonomische indeling van de ribkwallen (Ctenophora). 
De kwal behoort tot het geslacht Lobocrypta en behoort tot de familie Cryptolobatidae. De wetenschappelijke naam van de soort werd voor het eerst geldig gepubliceerd in 1946 door Dawydoff.